# Накатани, Гэн
Гэн Накатани (яп. 中谷 元 Накатани Гэн, род. 14 октября 1957) — японский политик. В 2001—2002 занимал должность главы Японского Агентства Безопасности (затем было преобразовано в министерство обороны). В 2014 году стал министром обороны Японии в кабинете премьер-министра Синдзо Абэ. 3 августа 2016 его на этом посту сменила Томоми Инада. Выступает за снятие ограничений, наложенных на Японию после Второй мировой войны в части размера армии, её переименование, усиление и перевооружение.

## Биография
Учился в Национальной академии обороны Японии. Затем четыре года служил в силах самообороны (де-факто армии) этой страны. Свою политическую карьеру связал с Либерально-демократической партией. От неё он избирался в нижнюю палату парламента.